# Pfaffenweiler
Pfaffenweiler je obec v Německu ve spolkové zemi Bádensko-Württembersko v zemském okrese Breisgau-Vysoký Schwarzwald. Je položena 6 km jihozápadně od Freiburgu im Breisgau.

## Dějiny

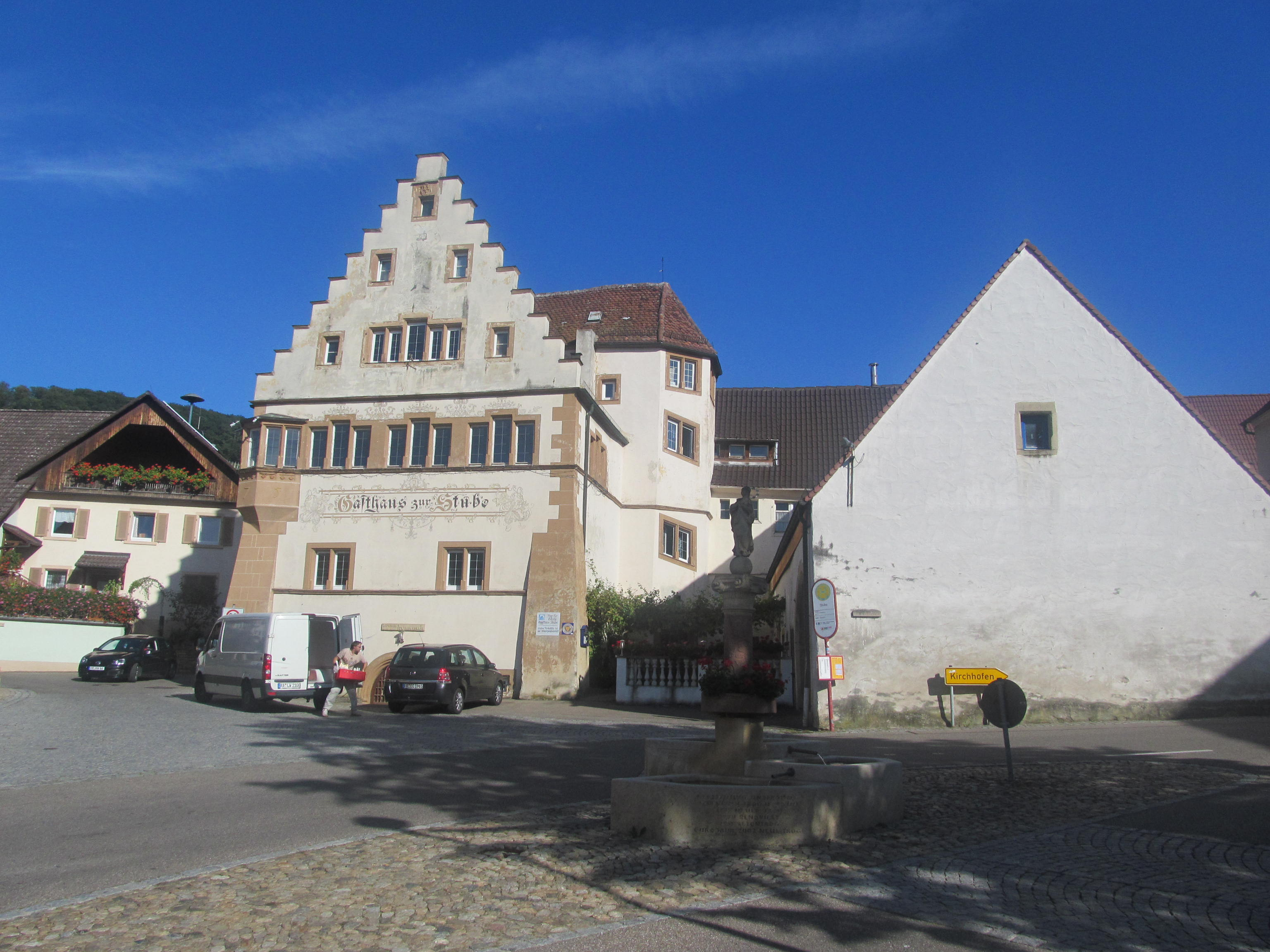
Radnice

První písemná zmínka o obci pochází zřejmě z doby franského krále Chilpericha II., jenž vládl v letech 715–721. Je možné že se lokalita Openwilare, darovaná králem klášteru v St. Gallenu, vztahuje na dnešní Pfaffenweiler. Hlavními ekonomickými odvětvími v obci byly kamenolomy, zemědělství a vinařství. Zdejší kameník Jörg Kempf vytesal roku 1561 do freiberského dómu z pfaffenweilerského pískovce kazatelnu. V polovině 19. století se některé pfaffenweilerské rodiny vystěhovaly do USA, konkrétně do města Jasper ve státě Indiana. Obě obce dnes spojuje partnerský vztah. Expozici o historii města představuje městské muzeum, dějinám kamenolomů v okolí je věnováno samostatné muzeum pod širým nebem.

## Pamětihodnosti
- Římskokatolický kostel sv. Kolumby ze 14. století
- Hostinec Stube, zároveň radnice, z roku 1574
- Soubor roubených domů ze 16. století
- 2 plastiky svatého Jana Nepomuckého z 18. století

## Každoroční kulturní akce

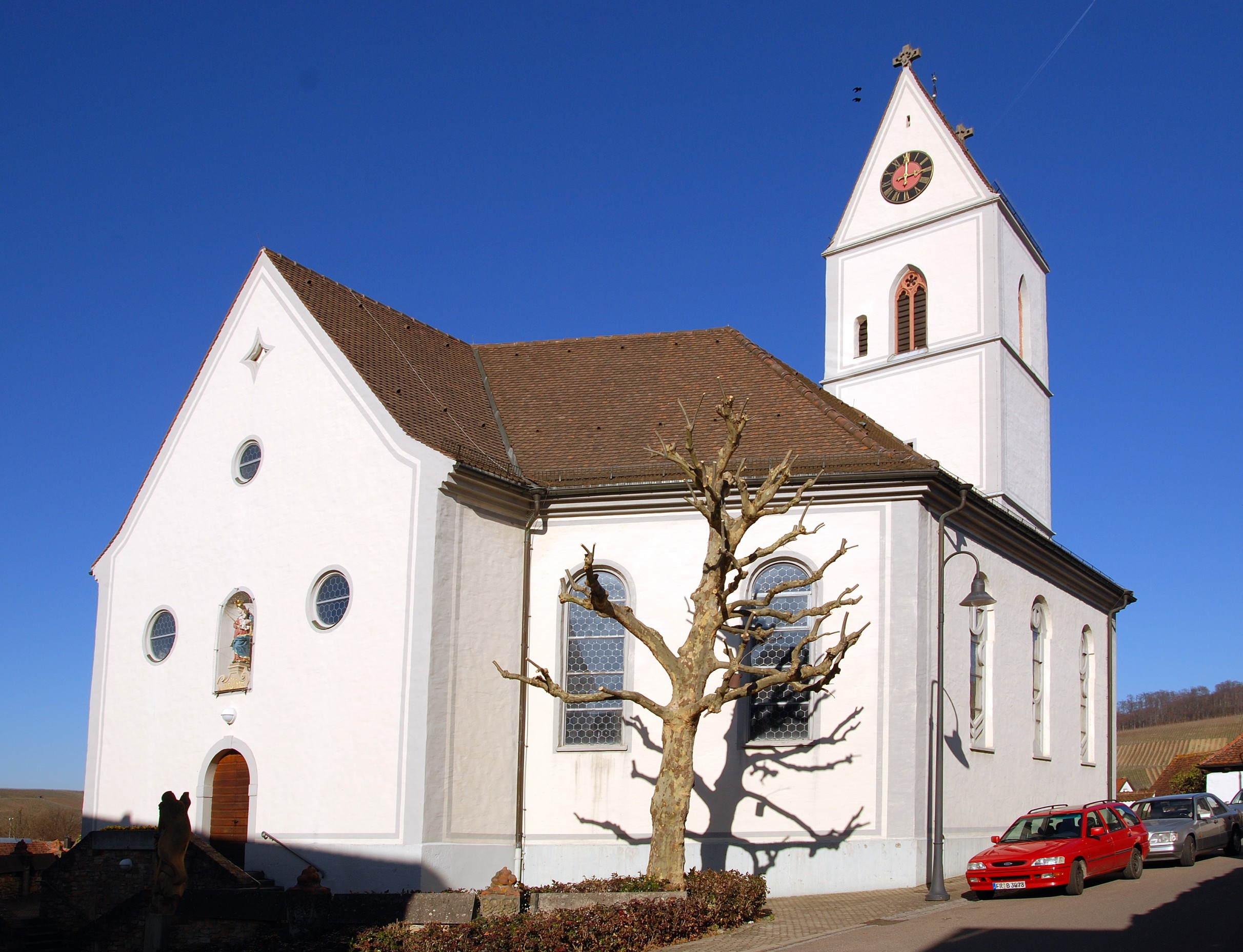
Kostel sv. Kolumby

Pfaffenweiler leží v údolí nazvaném Schneckental (Šnečí údolí). Od tohoto pojmenování je odvozený název Šnečí slavnost, která se každoročně pořádá první víkend v září. V místní části Oberdorf je možné konzumovat místní gastronomické speciality a víno, svoji činnost představují jednotlivé spolky a předvádějí se tradiční zvyky. Šnečí slavnost má nadregionální význam a je navštěvována krajany z Evropy a USA.
Poslední červnová neděle je zasvěcena slavnosti kamenického řemesla, která se pořádá v muzeu pod širým nebem.

## Vinařství
Vinohradnictví má v obci tisíciletou tradici. V současné době je Pfaffenweiler ze všech stran obklopen vinohrady. Pěstují se zde následující odrůdy:
- Bílé odrůdy: Rulandské bílé, Rulandské šedé, Johanniter, Solaris (odrůda révy vinné), Gutedel, Tramín bílý, Müller Thurgau

- Modré odrůdy: Rulandské modré, Regent (odrůda vína) (novošlechtěnec z roku 1967), Prior (odrůda vína) (novošlechtěnec z roku 1987)

## Galerie

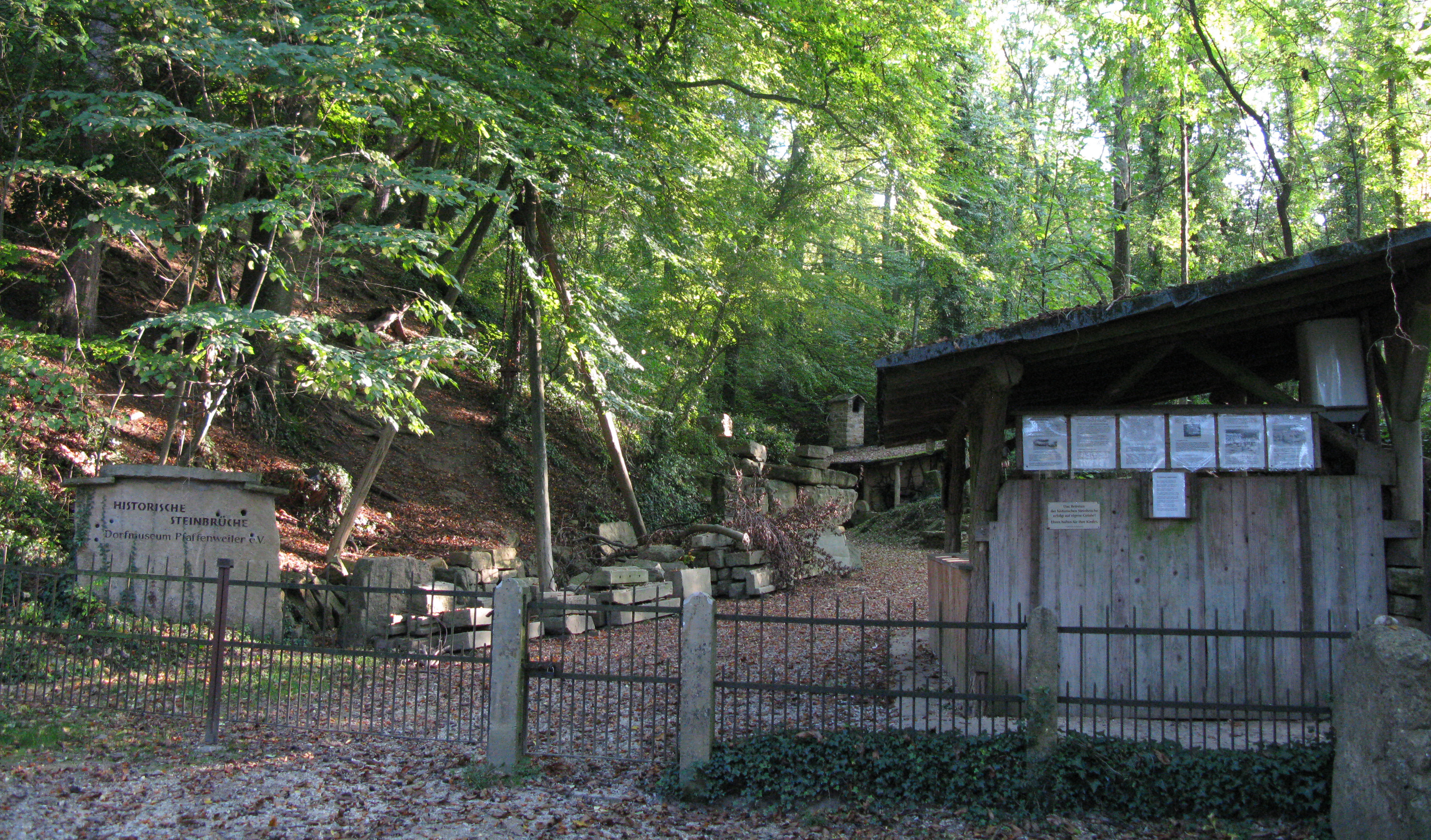
Vchod do muzea kamenolomů
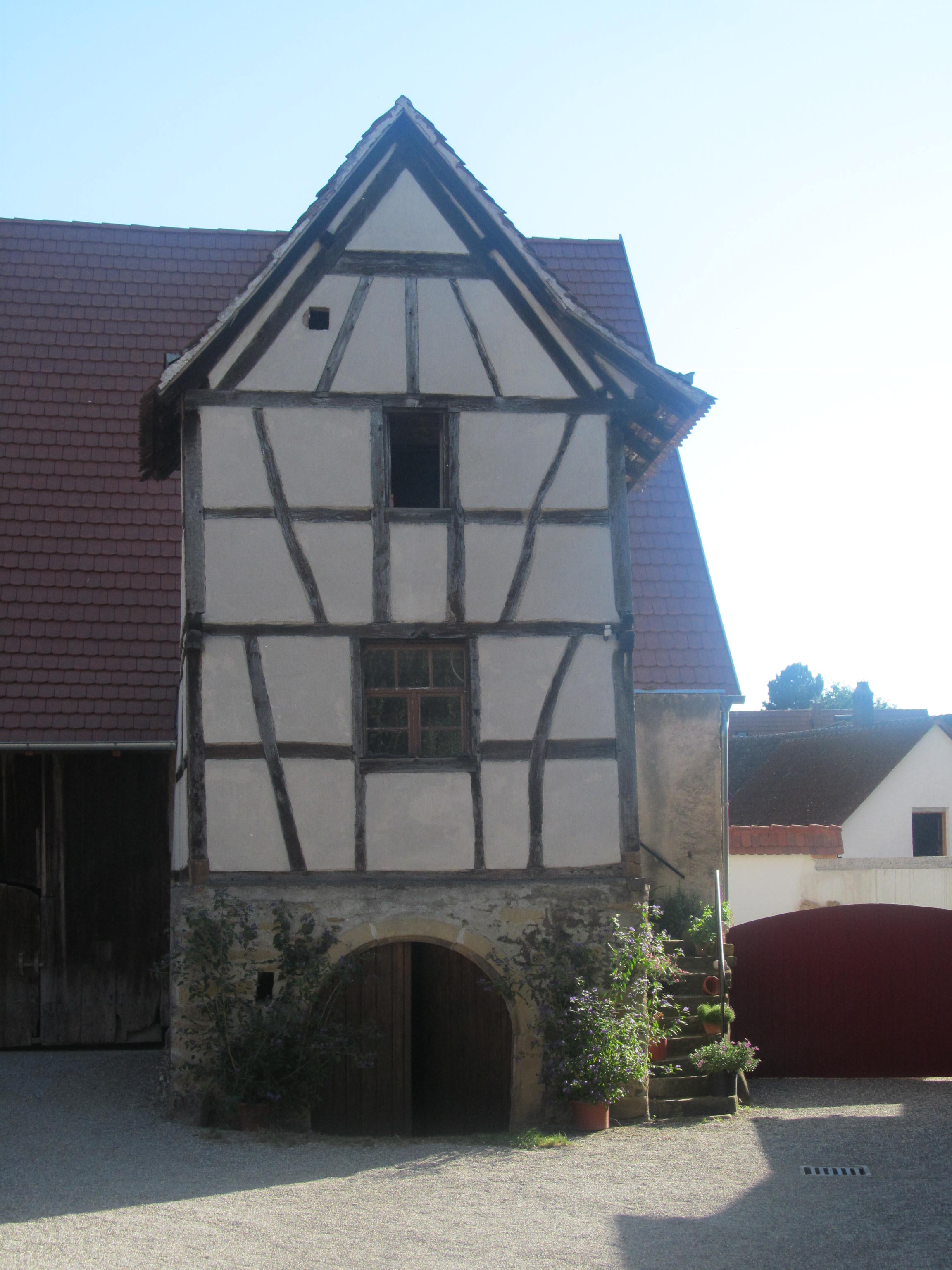
Hrázděný dům ze 16. století
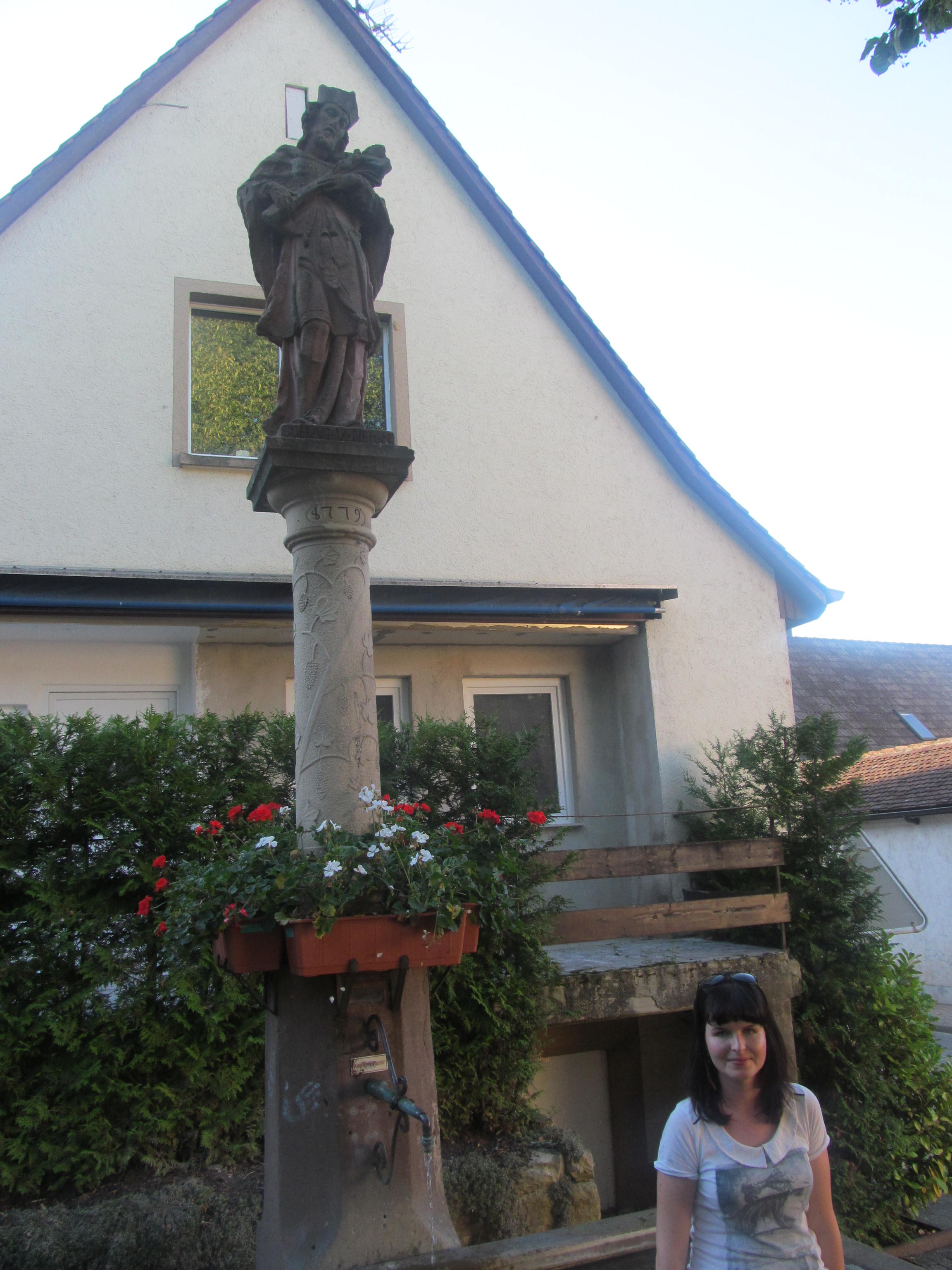
Socha sv. Jana Nepomuckého